# Valentin Stansel
Valentin Stansel (Olomouc, 1621 – Salvador (Bahia), 18 de dezembro de 1705) foi um jesuíta, astrônomo e professor tcheco que trabalhou no Brasil.

## Biografia
Valentin Stanzel nasceu em uma família alemã em Olomouc, Morávia.  Ele entrou para a Companhia de Jesus em 1º de outubro de 1637 e ensinou retórica e matemática na Universidade de Olomouc e em Praga. Após ser ordenado ao sacerdócio, ele solicitou uma nomeação para a missão jesuíta na Índia e foi para Portugal para aguardar uma oportunidade de embarcar para seu destino. Enquanto isso, ele lecionou astronomia no colégio de Évora. Também foi professor da Aula da Esfera, no Colégio de Santo Antão.
Para se adequar à língua do país, ele mudou seu nome para a forma "Estancel", forma em que aparece nas páginas de título da maioria de suas obras publicadas.
Stanzel não conseguiu obter passagem para a Índia, viajando em vez disso para o Brasil, onde foi vinculado ao Colégio e Seminário Jesuíta de Salvador, Bahia, como professor de Teologia Moral. Mais tarde, ele também serviu como Superior da instituição. Ao mesmo tempo, continuou seu trabalho astronômico e fez observações extensas, particularmente sobre cometas, cujos resultados ele estava enviando para a Europa para publicação.
Em 5 de março de 1668, Valentin Stanzel descobriu um cometa brilhante.

## Obras publicadas
- Dioptra geodetica (Prague, 1652 or 1654)
- Propositiones selenegraphicæ, sive de luna (Olmütz, 1655)
- Orbe Affonsino, horoscopio universal (Évora, 1658)[5]
- Mercurius brasilicus, sive de Coeli et soli brasiliensis oeconomia
- Zodiacus Divini Doloris, sive Orationes XII (Évora, 1675)
- Legatus uranicus ex orbe novo in veterum, h. e. Observationes Americanæ cometarum factæ, concriptæ et in Europam missæ (Prague, 1683)
- Uranophilus coelestis peregrinus, sive mentis Uranicæ per mundum sidereum peregrinantis ecstases (Antwerp and Ghent, 1685)
- Mercurius Brasilicus, sive Cœli et soli brasiliensis oeconomica